# خليل أبو ريا
خليل أبو ريا مدرس وأديب فلسطيني من مدينة رام الله.

## حياته المهنية
وضع كتابا بعنوان «رام الله قديما وحديثا». وهو المؤسس والمالك للكلية الوطنية، أهم مدارس رام الله، وهو باني البناية الضخمة التي تشغلها هذه الأيام جمعية أصدقاء المريض.
في سنة 1956 ذهب إلى أمريكا وتمكن من جمع مبلغ من المال من طلابه الذين كان يدرسهم في رام الله بالكلية الوطنية من أجل إقامة مشروع مكتبة عامة بالمدينة وهي فكرة رائدة جدا. وفي سنة 1971 عندما أغلقت الكلية الوطنية تفرغ خليل أبو ريا للعمل في المكتبة التي اعتبرها عزيزة على قلبه، واستمر كذلك لغاية وفاته سنة 1980.

## مرضه ووفاته
أصيبت يده اليمنى بالشلل سنة 1975 اثر مرض الم به، وكانت صحته تتراجع منذ ذلك الوقت حتى انه في السنين العشر الأخيرة من حياته كان يلاحظ بعض البطء في سيره وحركته. وقد توفي سنة 1980.

## وصلات خارجية
- مركز خليل أبو ريا للتأهيل.